# Рюттен, Фред
Фредерикюс Якобюс (Фред) Рюттен (нидерл. Fredericus Jacobus "Fred" Rutten; род. 5 декабря 1962, Вихен, Гелдерланд) — нидерландский футболист и футбольный тренер. Провёл более 300 матчей за «Твенте».

## Карьера игрока
Всю свою карьеру футболиста Фред Рюттен провёл в «Твенте», сыграв за клуб 307 игр и забив 12 голов. Также 16 ноября 1988 года Фред Рюттен сыграл один матч за сборную Нидерландов против Италии.
18 августа 1991 года в матче чемпионата Нидерландов 1991/92 против «Фейеноорда» Фред Рюттен играл на позиции вратаря. За 6 минут до окончания матча вратарь «Твенте» Ханс де Конинг был удалён с поля, а так как лимит замен уже был исчерпан, то в ворота встал Рюттен.
Из-за травмы бедра в 1991 году Фред Рюттен закончил карьеру игрока.

## Карьера тренера
После травмы Фред Рюттен работал в «Твенте» (помощником главного тренера, техническим директором клуба и главным тренером) и в ПСВ (тренером молодёжной команды и помощником главного тренера).
Летом 2008 года Рюттен возглавил «Шальке 04», но 26 марта 2009 года был отправлен в отставку за неудовлетворительные результаты команды. 17 апреля 2009 года Рюттен подписал контракт с ПСВ и стал новым главным тренером клуба. 12 марта 2012 года Рюттен был отправлен в отставку. С 1 июля 2012 года по май 2013 являлся главным тренером клуба «Витесс».

## Статистика

### Матчи Рюттена за сборную Нидерландов
| Матчи Рюттена за сборную Нидерландов | Матчи Рюттена за сборную Нидерландов | Матчи Рюттена за сборную Нидерландов | Матчи Рюттена за сборную Нидерландов | Матчи Рюттена за сборную Нидерландов | Матчи Рюттена за сборную Нидерландов |
| ------------------------------------ | ------------------------------------ | ------------------------------------ | ------------------------------------ | ------------------------------------ | ------------------------------------ |
| №                                    | Дата                                 | Соперник                             | Счёт                                 | Голы Рюттена                         | Соревнование                         |
| 1                                    | 16 ноября 1988                       | Италия                               | 0:1                                  | —                                    | Товарищеский матч                    |

Итого: 1 матч / 0 голов; 0 побед, 0 ничьих, 1 поражение.

## Достижения
- Футбольный тренер года в Нидерландах: 2008